# Parc écologique Chico Mendes
Le Parque Ecológico Chico Mendes, ou Parque Natural Municipal Chico Mendes (PNMCM), est un parc public situé dans le quartier de Recreio dos Bandeirantes, dans la ville de Rio de Janeiro, au Brésil. Il a ainsi été nommé en l'honneur du militant écologiste brésilien assassiné dans l'état d'Acre en 1988. Le parc couvre une superficie de 43 hectares.

## Caractéristiques

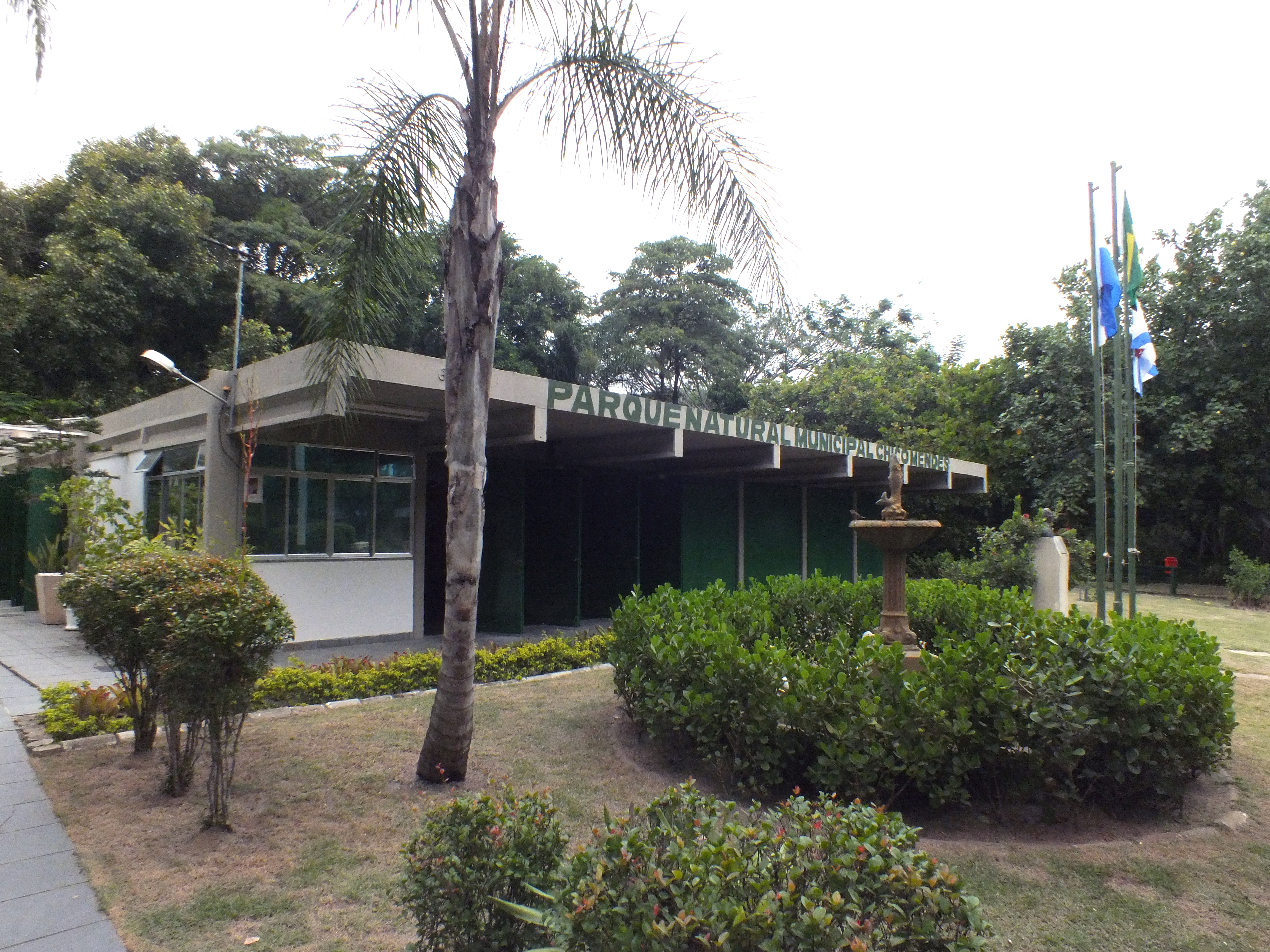
Siège du parc

Inauguré en 1989, dans le but de préserver la Lagune das Tachas et ses environs - habitat d'espèces animales et végétales rares et menacées -, c'est l'un des rares quartiers de la ville où l'on peut encore voir des zones humides et des bancs de sable presque intacts. Les broméliacées, les ingas, les pitangueiras et les reptiles sont parmi les principales attractions de la flore et de la faune.

## Historique
La Baixada de Jacarepaguá, depuis l'époque des sesmarias du XVIIe siècle, a été divisée en deux grandes propriétés, en 1624 : l'une par Salvador Correa de Sá e Benevides, gouverneur général de Rio de Janeiro, et l'autre par un de ses parents, Gonçalo Corrêa de Sa. Le premier comprenait les lacs de Camorim, Tijuca et une partie de Marapendi et était limité, à l'ouest, par la rivière Pavuna. L'autre propriété était bordée par la rivière Pavuna à l'est et contenait toute la zone de Restinga jusqu'à Guaratiba, une partie de la lagune de Marapendi et Lagoinha, où se trouve la zone actuelle du Parque Natural Municipal Chico Mendes. Cette zone a été héritée par Vitória Correa de Sá, sa fille.
Vitória Correa de Sá, à sa mort, le 26 janvier 1667, a fait don de ses biens au monastère de São Bento. A cette époque, les cultures de manioc, les fermes et les sucreries fleurissent dans la région, avec trois grandes fermes.
En 1871, 17 ans avant la loi d'or, les moines bénédictins libèrent leurs esclaves. Sous la République, en raison de difficultés, l'Ordre a vendu ses propriétés à Companhia do Engenho Central de Jacarepaguá, qui a ensuite revendu l'ensemble à Banco de Crédito Móvel.

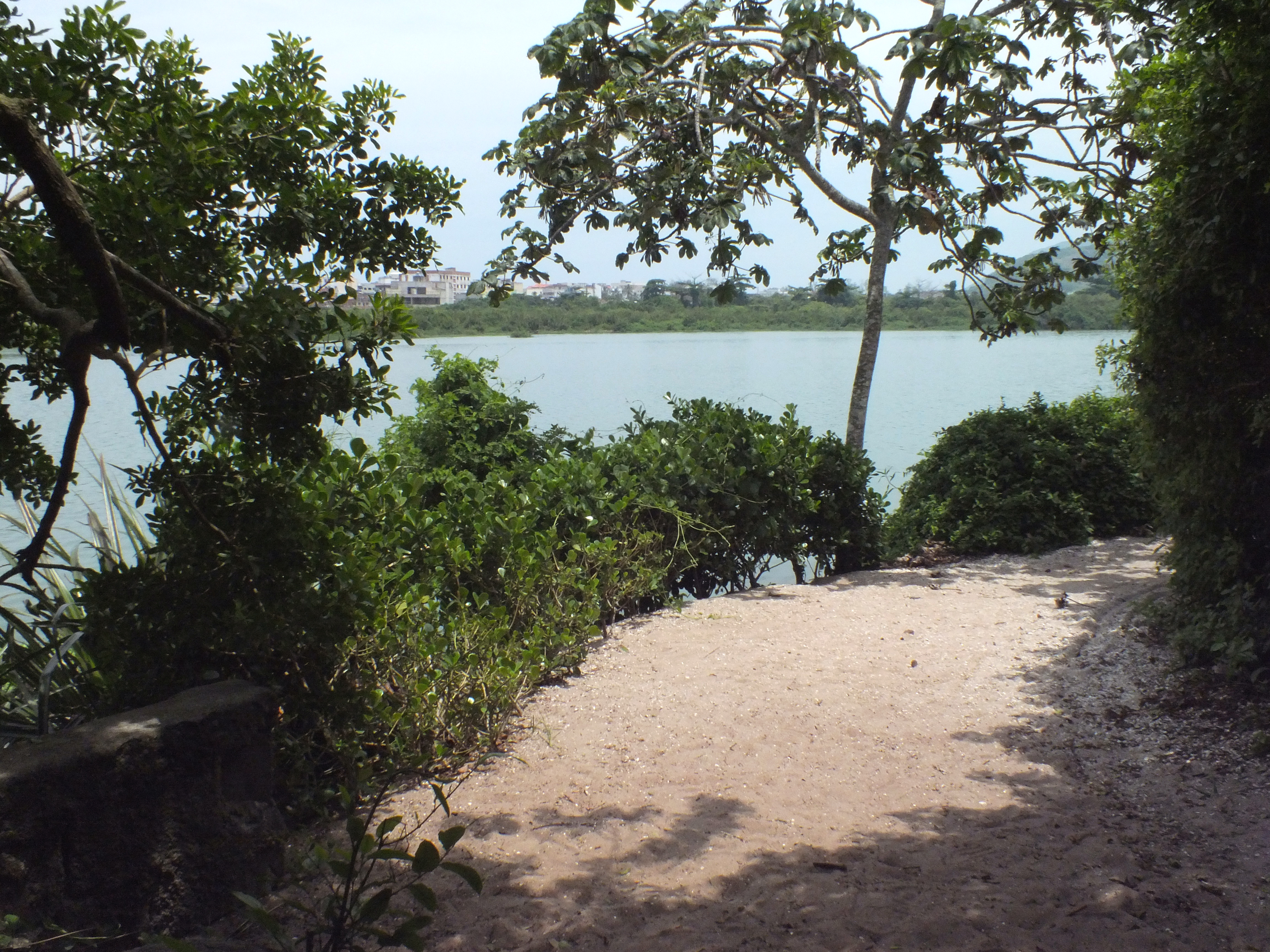
sentier et étang

Le code forestier considère comme végétation naturelle celles situées dans les restingas, fixateurs de dunes (cordons sableux) ou stabilisateurs (forêts de restinga). Le 31 mars 1981, la loi qui a institué la politique nationale de l'environnement, a transformé les forêts et la végétation naturelle du code forestier et les zones de débarquement des oiseaux migrateurs, protégées par des accords internationaux.
La première zone de réserve a été créée dans la région par une loi municipale du 22 novembre 1959, qui a déclaré les zones autour de Lagoinha et les lagunes de Marapendi, Jacarepaguá, Camorim et Tijuca comme réserves forestières non aedificandi, comprenant une vaste superficie de deux mille hectares. Par la suite, le décret du 4 juillet 1975 créait l'actuelle Réserve naturelle de Marapendi, et le décret-loi du 8 mai 1989, créait le PNMCM.

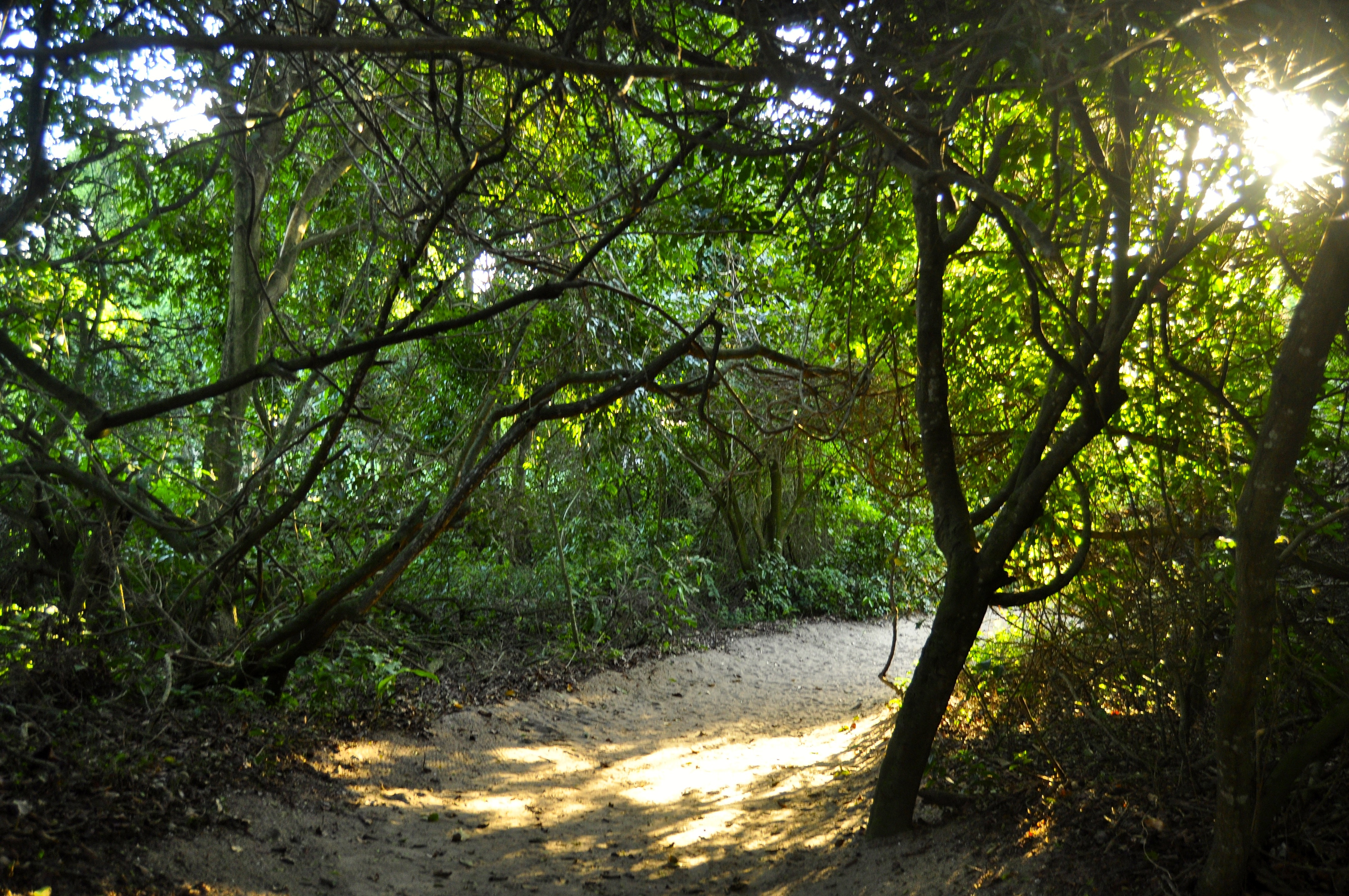
Sentier dans le parc

L'ancien parc Lagoinha, avec 200 344 mètres carrés, classé par le patrimoine historique et artistique de l'État de Guanabara en 1965, appartenait à la mairie et a été transféré en août 1989 à la Fondation RIOZOO, dans le but de préserver la faune et la flore locales. Le parc était l'une des dernières zones de repos et de lagune préservées dans la ville de Rio de Janeiro, et contient des espèces de flore et de faune en voie de disparition.
La zone du parc avait subi des invasions successives, la déforestation et la vente illégale de terres, même par des agents immobiliers. Cependant, la croissance de l'ancienne Baixada Fluminense et le développement urbain de Barra da Tijuca et Recreio dos Bandeirantes ont conduit, d'autre part, à l'émergence d'une population soucieuse de préserver ces dernières "îles de paysages". En 1989, le président de l'Associação de Moradores do Recreio dos Bandeirantes (AMOR), Ribeiro José Francisco, a lancé une campagne de mobilisation des politiciens, des artistes, des écologistes et de la société pour la création du parc écologique municipal de Chico Mendes dans la région de Lagoinha das Tachas, avec le soutien de la région administrative de Barra da Tijuca et de la surintendance de l'environnement. Le nom du parc serait donné en l'honneur du responsable écologiste, assassiné en décembre de l'année précédente à Xapuri, dans l'état d'Acre.
Le 6 mai 1989, en présence d'artistes, de dirigeants communautaires, d'hommes politiques et même en présence de la veuve de Chico Mendes, le maire Marcello Alencar a signé le décret. Avec 436 000 m² (ou 43,6 hectares), le parc dit Chico Mendes a été inauguré, et depuis lors, la Fondation RIOZOO a développé des projets de conservation, de préservation, de recherche, d'éducation environnementale et de loisirs. La recherche a été menée en partenariat avec les institutions suivantes : Université fédérale de Rio de Janeiro (UFRJ), Université fédérale rurale de Rio de Janeiro (UFRRJ), Université d'État de Rio de Janeiro (UERJ) et Université Estácio de Sá (UNESA). Ces projets visent à rapprocher les visiteurs du milieu naturel afin de les sensibiliser et de les éduquer à l'importance de la nature et d'encourager la pratique d'un tourisme écologique responsable.

## Infrastructure
D'une superficie de 43 hectares, le parc dispose de salles d'exposition animalière, bibliothèque, auditorium, tables de jeux, sentiers de randonnée, bancs et parking. Pour les enfants, il propose une structure de loisirs avec une aire de jeux, des lieux adaptés pour les pique-niques et des jouets en bois.
Il a été récemment récupéré par la mairie de Rio de Janeiro, par l'intermédiaire du Secrétariat municipal de l'environnement, et est sous l'administration de la Fondation RioZoo.

## Faune

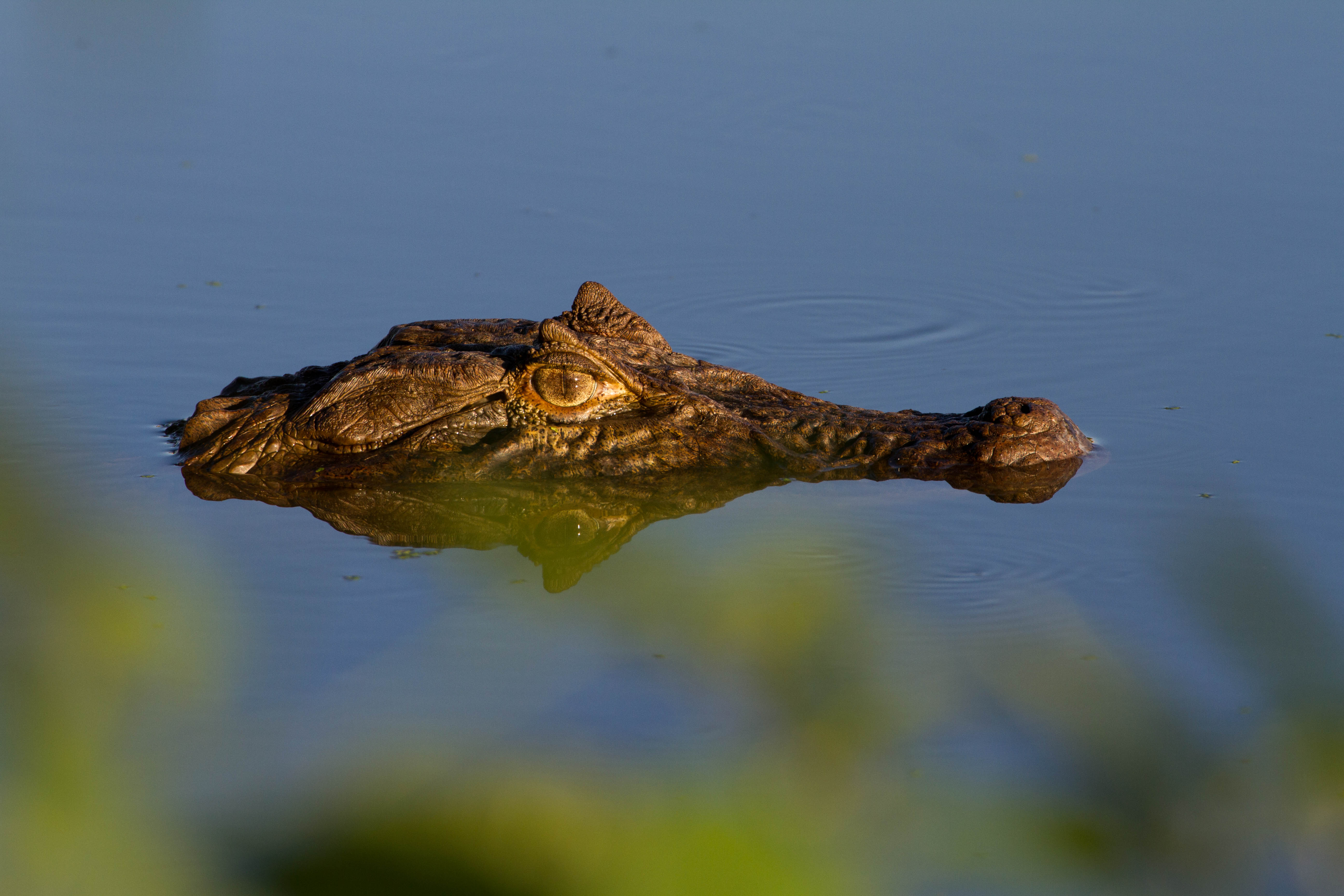
Caïman adulte photographié dans le parc

Etant un des endroits gratuits de la ville, il propose des visites surveillées de pépinières d'espèces menacées, comme le caïman à museau large, les tortues terrestres et le paresseux à trois doigts. Des oiseaux tels que la sarcelle ananaí, le vanneau, l'irerê, le saracura et le tangara du Brésil peuvent également être observés, ainsi que des mammifères tels que le capybara, le cobaye du Brésil et le chat sauvage.

## Source de traduction
- (pt) Cet article est partiellement ou en totalité issu de l’article de Wikipédia en portugais intitulé « Parque Ecológico Chico Mendes » (voir la liste des auteurs).